# Götschetal
Götschetal – dawna gmina w Niemczech, w kraju związkowym Saksonia-Anhalt, w powiecie Saale. Powierzchnia gminy wynosiła 33,02, była zamieszkiwana przez 5 863 osób (31.12.2006).
Gmina powstała po reformie administracyjnej 1 lipca 2007 z połączenia pięciu innych gmin:
- Gutenberg
- Nehlitz
- Sennewitz
- Teicha
- Wallwitz

Gmina została rozwiązana 1 stycznia 2010, do tego czasu wchodziła w skład wspólnoty administracyjnej Götschetal-Petersberg. Gminy tworzące stały się dzielnicami gminy Petersberg.